# Lego Produktion AG

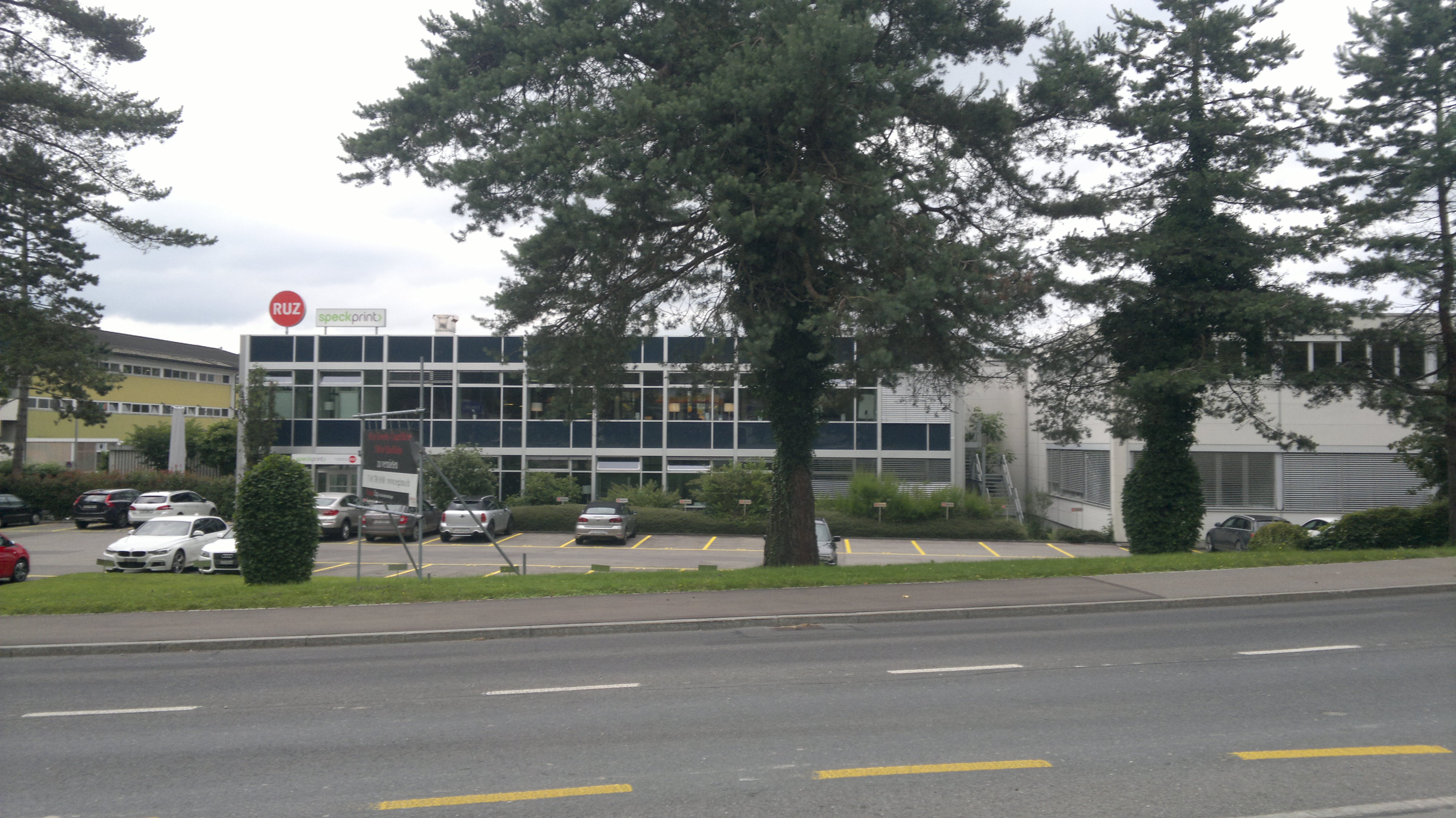
Ex-Lego-Fabrik Lättich

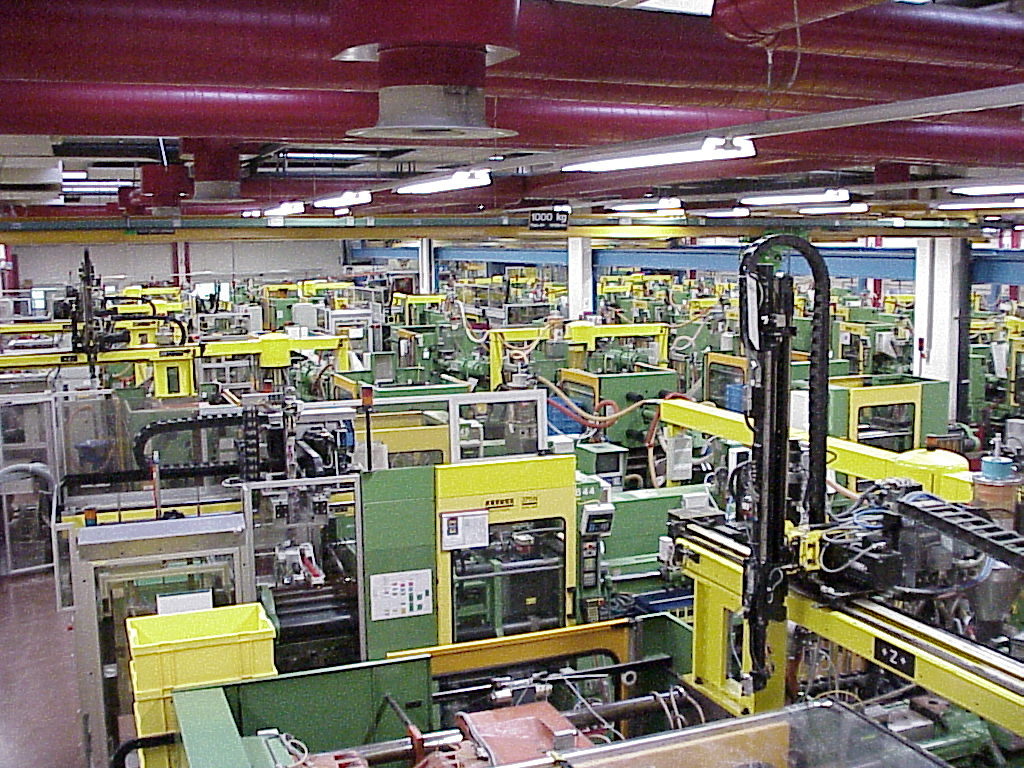
Spritzerei in Neuhof

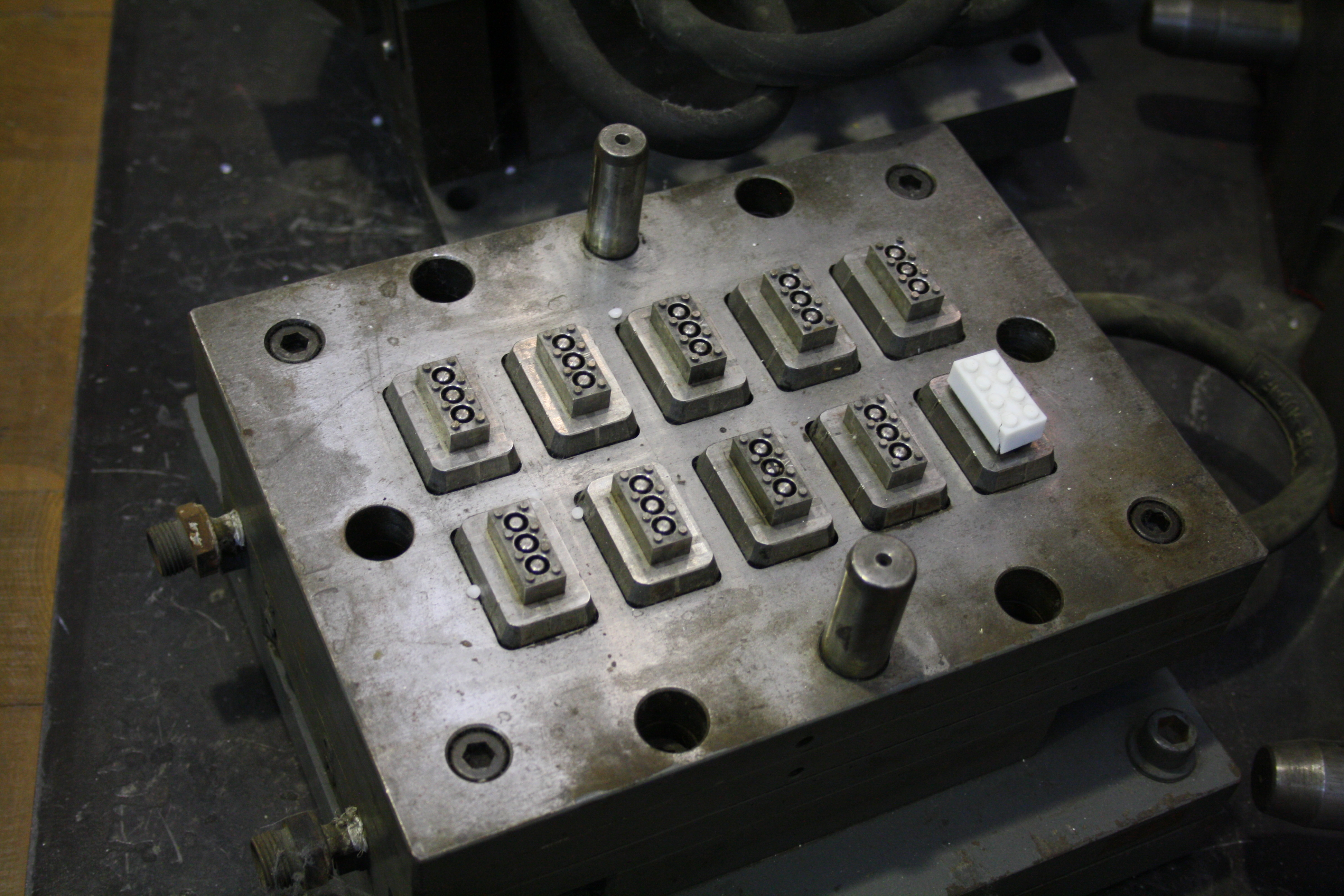
Lego-Spritzgusswerkzeug, Unterseite

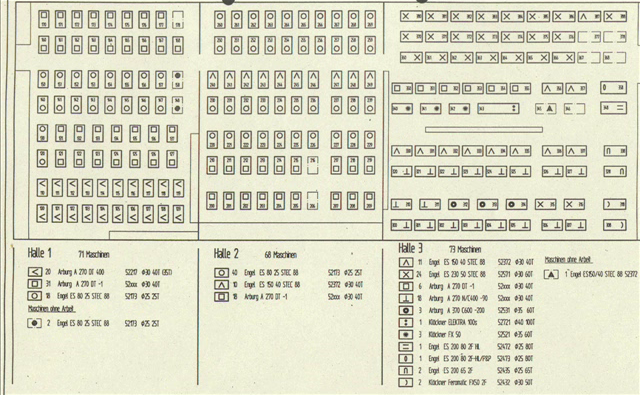
Plan der Spritzerei Lättich

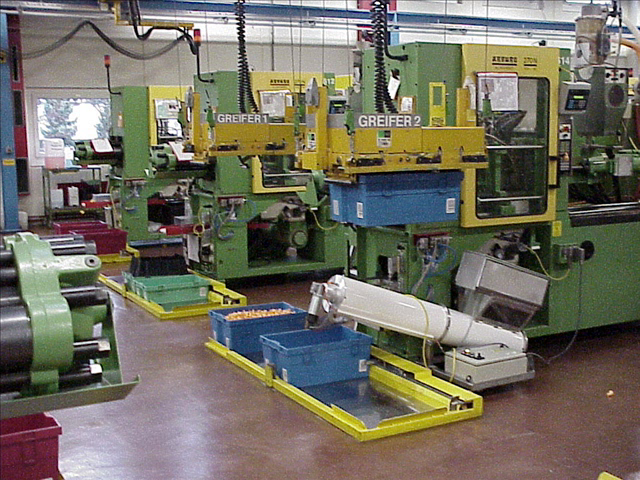
Kistenkran im Neuhof

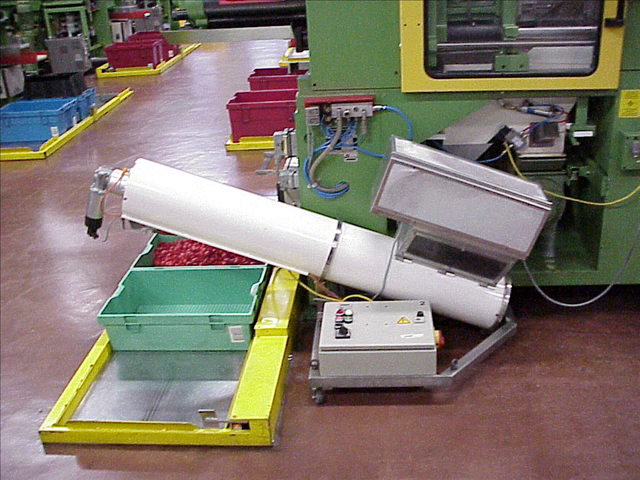
Kühlschnecke

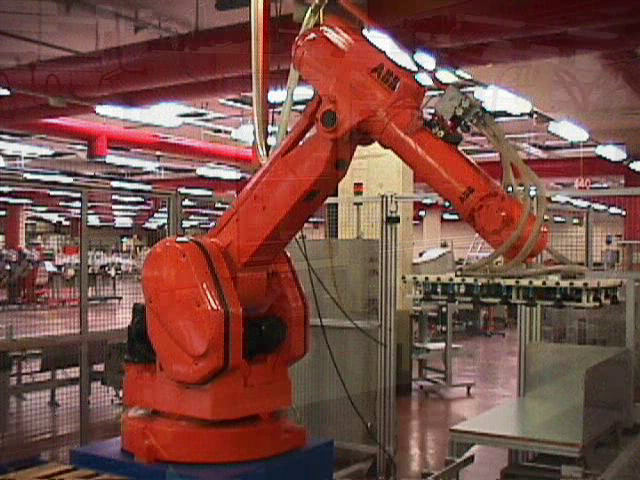
Verpackungsroboter im Neuhof

Die Lego Produktion AG wurde 1968 in der Schweiz gegründet, zeitweise wurden 30 % der Weltproduktion der Lego in der Schweiz gefertigt.

## Geschichte
Ihr Standort fiel eher zufällig auf Baar ZG. Der Gründer von Lego, Ole Kirk Christiansen, entdeckte auf seiner Rückreise zum Flughafen Zürich-Kloten, dass ein Bürogebäude der Kenwood AG mit viel Land zum Verkauf stand.
Das Gebäude wurde gekauft und diente als Schweizer Sitz und Betriebszentrale. 1968 wurde mit dem Bau einer Produktionshalle begonnen und die Lego AG in Lego Produktions AG umfirmiert. Da Stahlträger und Beton-Fertigelemente verwendet wurden, dauerte der Bau nicht lange. Damit entstand die erste Legofabrik ausserhalb von Dänemark. Da die Fabrik im geografischen Gebiet Baars mit dem Namen Lättich entstand, erhielt sie den Namen Lego Lättich.
Mit der steigenden Nachfrage wurde die Fabrikation um die Halle 2 dann die Halle 3 erweitert sowie mit der Halle 4. Im Bau der Halle 4 befand sich auch der Werkzeugbau für die Spritzgiesseformen sowie die Forschungs- und Entwicklungsabteilung. Mit diesem Ausbau waren die Landreserven an diesem Standort aufgebraucht. Mit total 213 Spritzgussmaschinen war der Produktionsstandort die grösste Spritzerei in der ganzen Schweiz. Mit der Abwärme, die beim Spritzgiessen entsteht, wurde das nahegelegene Hallen- und Freibad Lättich der Gemeinde Baar beheizt. Nach der Schliessung der Produktionsanlage musste das Schwimmbad eine Holzschnitzelheizung anschaffen.
Da der Bedarf weiter wuchs, wurde der Werkzeugbau in ein neues Gebäude in Steinhausen ausgelagert. An Stelle des Werkzeugbaus wurde im Lättich die Reparaturwerkstatt eingerichtet. Da der Platz weiterhin knapp war, wurde im Gebiet Neuhof in Baar eine weitere Fabrikation aufgebaut. Diese erhielt den Namen Lego Neuhof. Im Gegensatz zur Produktion im Lättich wurde hier nicht nur Spritzgegossen, sondern auch die Weiterverarbeitung wie Tampondruck, Hochfrequenzschweissen, Montage und Verpackung ausgeführt. Hier wurden die vollen Kisten mit den Lego-Teilen vollautomatisch bei den Spritzgiessmaschinen durch leere ersetzt und in ein Hochregallager verfrachtet. Die Forschungsabteilung wurde aus dem Lättich ausgelagert und in Rumentikon/Hagendorn (Gemeinde Cham) in einem Neubau zusammen mit einer Produkteentwicklungsabteilung und einer Ausstellungsmodellbauabteilung untergebracht. Da der Werkzeugbau in Steinhausen sowie der Werkzeugbau in Hohenwestedt in Deutschland nicht mehr ausreichten, um genügend neue Spritzgussformen herzustellen, wurde in Au SG ein weiterer Werkzeugbau erstellt.
Im Jahr 1993 wurde in Willisau eine neue Fabrik für das Unternehmen Lego gebaut. Die Architektur zeichnete sich durch einen Haupteingang aus, dem ein Verbindungsgang folgte, der beidseitig die verschiedenen Produktionshallen verband. Die Produktion Willisau verfügte zudem über ein eigenes Bahngleis, das mit dem SBB-Netz verbunden war. Nebst der Spritzgussproduktion, dem Bedrucken, Montieren und Verpacken wurde in Willisau auch eine Blasstreckmaschine für Bionicle-Verpackungen betrieben sowie zwei Tiefziehmaschinen für die Herstellung von Lego-Bauplatten.
1998 kam es bei der Lego zu einer ersten Krise. Im Zuge dieser Krise wurde der Modellbau sowie die Produktentwicklung in Rumentikon geschlossen, die Forschungs- und Entwicklungsabteilung verblieb in Rumentikon. Der Werkzeugbau in Au wurde an den Spritzgiessformhersteller Otto Männer GmbH (Barnes Group Inc.) verkauft, der das gesamte Personal übernahm.
Nach dieser Phase erholte sich der Lego-Konzern kurzfristig. Zu diesem Zeitpunkt reifte die Idee für einen Legoland-Vergnügungspark in Rotkreuz im Kanton Zug. Das Projekt konnte jedoch nicht umgesetzt werden, da die betroffenen Landwirte in Rotkreuz nicht bereit waren, ihr Land zu verkaufen. Anfang 2000 schloss der Lego-Konzern die Fabrik in den USA und nahm die an Fremdunternehmen vergebenen Aufträge für die Uhrenserie Lego-Watch zurück, alle Spritzgiessformen davon wurden in die Produktion Lättich und Neuhof integriert.
Anfang 2001 wurde aufgrund tieferem Gewinn als geplant beschlossen, dass der Produktionsstandort Lättich innerhalb von sechs Monaten komplett aufgegeben werden soll sowie die Produktion Neuhof innerhalb von einem Jahr. Es sollten 400 von 950 Mitarbeitern entlassen werden.  Effektiv verschoben sich aber die Schliessungen um über ein Jahr. Das Werk Neuhof wurde von der Post als Sortierzentrum übernommen sowie vom Transportunternehmen Bucher Bitsch als Lagerplatz. Im Werk Lättich sind nun mehrere Unternehmen untergebracht, die grösste ist die inzwischen Konkurs gegangene Druckerei Speck Print AG, die auch das Zuger Amtsblatt fertigte. Auch die Forschung und Entwicklung (Forschung mit verschiedenen Kunststoffen und Fertigungsverfahren) wurde geschlossen. Der Werkzeugbau in Steinhausen wurde 2005 an die Auffanggesellschaft Wisi' on Tool AG verkauft. Wisi' on Tool konnte sich jedoch auf weitere Aufträge der Lego stützen, für Willisau war keine Schliessung vorgesehen. Jedoch hatte der Lego-Konzern eine neue Strategie, die Lizenzfertigung der Lego-Produkte bei chinesischen Unternehmen. Daher wurde auch die Produktion in Willisau 2005 geschlossen. Die Competec-Gruppe (Brack, Alltron usw.) erwarb im Jahr 2011 das Lego-Areal in Willisau mit 55'000 Quadratmetern.
Heute befinden sich nur noch der Vertrieb und die Finanzabteilung der Lego in der Schweiz.

## Produkte
In der Schweiz wurden folgende Lego-Produkte gefertigt:
- Lego Primo[8]
- Duplo
- Lego Technic
- Lego Bionicle[8]

## Technische Ausrüstung

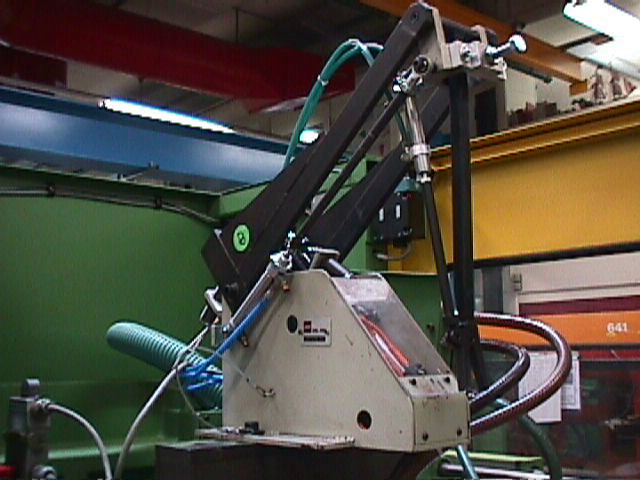
Lego-Angusspicker

Die Lego verwendete hauptsächlich Spritzgiessmaschinen der Marken Arburg (D) und Engel (Ö), jedoch auch Maschinen von Battenfeld (Ö) und Klöckner-Werke (D). Nur im Werk Lättich wurden bis zu 6 Zweikomponenten Maschinen verwendet. Die meisten Zusatzgeräte die der Angussentnahme, der Heizsteuerung und Nachbearbeitung dienten waren von Lego selbst entwickelt und gebaut worden. Bei den Kühlwassergeräten setzte Lego ausschliesslich auf Temperiergeräte von HB-Therm. Für die Aufbewahrung der Legosteine wurde anfangs Kartonkisten verwendet, später wurden einheitliche Kunststoffbehälter in verschiedenen Grössen eingesetzt. Obwohl alle diese Kunststoffbehälter ausschliesslich für den internen Gebrauch im Lego-Konzern bestimmt waren, wurden diese nicht selbst produziert.